# XV Brigada Internacional
La XV Brigada Internacional —también conocida como Brigada Abraham Lincoln— fue una de las Brigadas Internacionales que combatieron en defensa de la legalidad republicana contra los sublevados el 17 y 18 de julio de 1936 en la Guerra Civil Española. Estaba compuesta por voluntarios procedentes de Estados Unidos, Canadá, Irlanda y Reino Unido principalmente, aunque también de otros países. Luchó en algunas de las principales batallas de la contienda, como la del Jarama, Brunete, Belchite, Fuentes de Ebro, Teruel, Aragón y El Ebro. 
La XV Brigada Internacional también incluyó voluntarios de Latinoamérica. Debido a las diferencias culturales y los problemas que surgieron entre estadounidense y latinos, la mayoría de estos voluntarios se retiraron de la XV brigada y se incorporaron a otras unidades tales como la brigada de choque de El Campesino.
Las canciones de la brigada fueron "El Valle del Jarama" y "Viva la Quince Brigada".

## Orígenes
Fue formada en Albacete en enero de 1937, con la agrupación de los numerosos voluntarios angloparlantes (que entonces se dividían en un grupo de británicos y otro de estadounidenses). También incluía dos batallones compuestos por no-anglosajones: el balcánico "Batallón Dimitrov" y el Franco-belga "Batallón Seis de Febrero". No obstante, por aquel entonces la Brigada estaba compuesta por voluntarios de un total de 26 países. El mando lo asumió el Coronel Janos Galicz ("General Gal"), austrohúngaro naturalizado soviético, la jefatura de Estado Mayor era ostentada por el capitán inglés George Nathan y como Comisario estaba un francés, Jean Chaintron ("Barthel").

## Historial de operaciones

### Batalla del Jarama
A comienzos de febrero las fuerzas sublevadas atacaron al sur de Madrid y la recién formada Brigada fue enviada a luchar en la batalla del Jarama, que iba a ser el bautismo de fuego de la XV Brigada. El comandante sublevado García Escámez avanzó rápidamente hasta Ciempozuelos, aplastando la vanguardia de los internacionales de la XV. A eso se sumó la incompetencia inicial del General Gal que pasó factura al comportamiento de la brigada hasta que la actuación de George Nathan salvó la situación. Una compañía del Batallón Británico fue hecha prisionera después de dejar llegar a sus trincheras, engañados por un grupo de regulares marroquíes que iban cantando La Internacional. Después de esta batalla la Brigada quedó muy malparada y fue retirada por un tiempo a retaguardia. Entre los días 23 y 27 de febrero los republicanos lanzaron un contraataque general, participando por primera vez los estadounidenses del Batallón Abraham Lincoln con Robert Hale Merriman a la cabeza. Pero la maniobra fracasó y al fracaso se unía un elevado número de bajas.
Las bajas de la brigada fueron numerosas: Los británicos perdieron entre 225 y 600 efectivos mientras que para los estadounidenses del Lincoln las bajas fueron de entre 120 y 500 efectivos.

### Batalla de Brunete

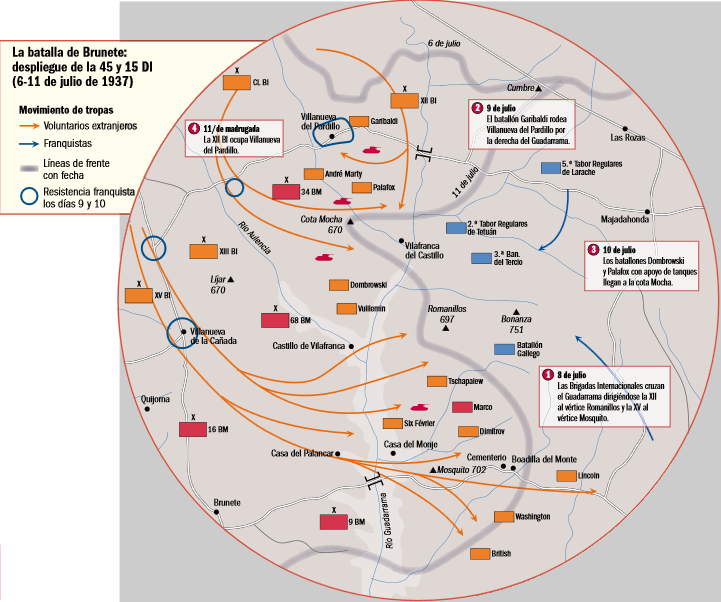
Avance de la XV Brigada Internacional en el inicio de la batalla de Brunete, julio de 1937.

A finales de marzo, el batallón español Voluntario 24 se unió a la Brigada. Después de unos pocos meses, y bajo la atenta supervisión de Janos Galicz, la brigada fue reorganizada en dos agrupaciones de unos 1200 hombres cada uno: La primera estaba al mando de Jock Cunningham y formada por voluntarios angloparlantes; La segunda era mandada por el Mayor Chapaiev (Miklos Szalway) y consistía en la unión de los Batallones Dimitrov, Seis de Febrero y Voluntario 24. Esta era la composición en julio de 1937, antes del inicio de la Ofensiva de Brunete. 
Para entonces se encontraba integrada junto a la XIII Brigada Internacional en la 15.ª División al mando de Janos Galicz (General Gal). La brigada, al mando de Ćopić, fue empleada como fuerza de choque. Para el 7 de julio los interbrigadistas ingleses ya habían tomado Villanueva de la Cañada, a las que luego les siguió Villanueva del Pardillo el 11 de julio. Pero ahí quedó la ofensiva republicana, que logró conquistar Brunete y Quijorna antes de que su avance quedase frenado sin remedio el 15 de julio. El 18 de julio, víspera del primer aniversario de la sublevación militar, comenzó el contraataque general de las divisiones franquistas y los efectivos de la XV Brigada empezaron a sufrir numerosas bajas. El popular comisario George Nathan murió durante un bombardeo franquista. Al igual que en el Jarama, la brigada sufrió una elevada tasa de pérdidas; su tamaño se vio reducido de 6 a 4 batallones. 
De entre todas las bajas, particularmente destacadas fueron las de los batallones estadounidenses, que con pérdidas de entre 400 y 800 efectivos se vieron a obligados a unirse en uno solo denominado Batallón Lincoln-Washington. El Seis de Febrero, que también sufrió numerosas bajas, fue transferido a otra brigada después de Brunete. De los 2500 hombres de la XV Brigada que fueron a la batalla, sólo 1000 soldados sobrevivieron.

### Frente de Aragón

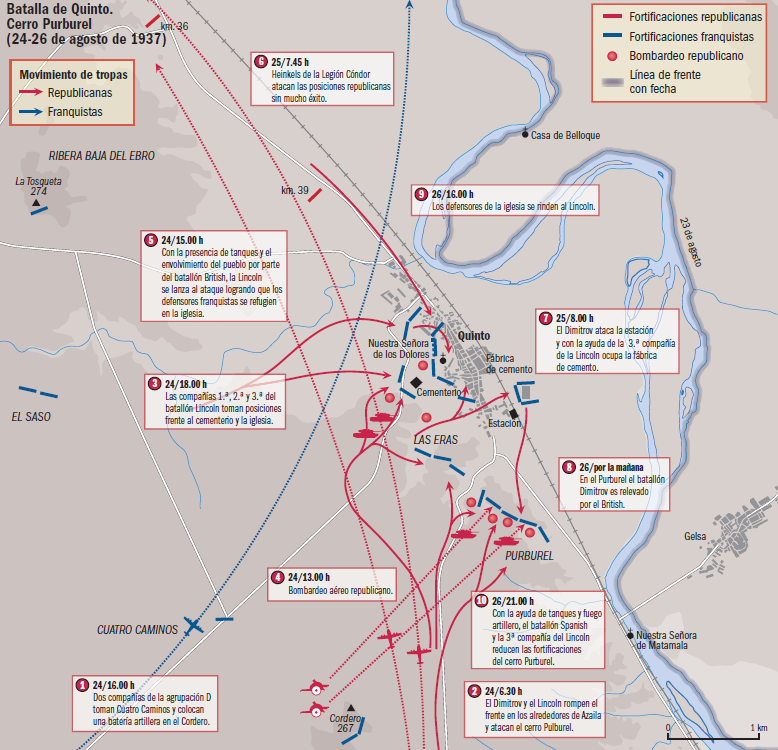
Toma de Quinto (Zaragoza) por la XV Brigada en agosto de 1937.

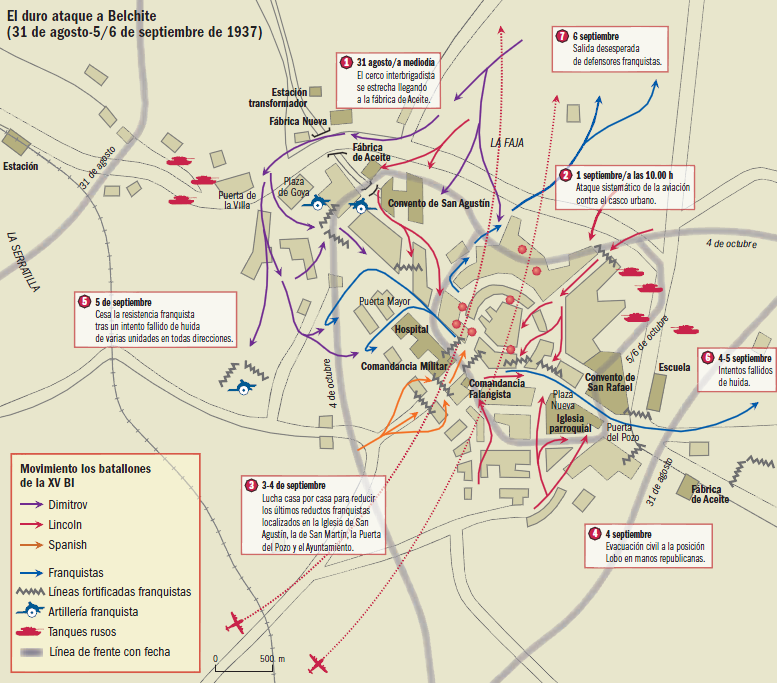
Asalto de la XV Brigada a Belchite en agosto-septiembre de 1937.

En septiembre se trasladó al Frente de Aragón para intervenir en la ofensiva de Zaragoza, y más especialmente en la batalla de Belchite, donde la XV Brigada tuvo un papel importante. Las bajas fueron elevadas durante estos combates, llegando a ser baja numerosos mandos en los batallones y compañías de la brigada (los comandantes de los batallones Lincoln y Británico murieron en los combates, y el Comisario de la Brigada quedó gravemente herido). Después de la lucha en Belchite, el Batallón Maclenzie-Papineau se unió a la Brigada al tiempo que el Dimitrov era trasladada a la XIII Brigada. Entre enero y febrero de 1938 interviene en numerosas acciones en el Frente de Teruel, logrando detener varios contraataques franquistas.
El 10 de marzo, poco después del comienzo del ataque franquista en Aragón, las divisiones navarras de Solchaga entraban en la devastada localidad de Belchite, siendo las tropas británicas, americanas y canadienses las últimas de la unidad en abandonar las ruinas del pueblo que tanto había costado tomar el verano anterior. El veterano comandante estadounidense Robert Hale Merriman, jefe de Estado Mayor de la Brigada, murió en la retirada. El general Vicente Rojo instaló en Caspe su centro de operaciones, congregando en esta villa a las Brigadas Internacionales. Pero hacia el anochecer del 17 de marzo la villa aragonesa ya había caído después de dos días de duros combates en los que las Brigadas Internacionales, especialmente la "XV Brigada", se habían destacado en su defensa.
A primeros de abril la unidad entró en Cataluña, donde quedaría rodeada del resto de la zona republicana cuando las tropas franquistas llegaron al mar por Vinaroz (Castellón) y cortaron la zona republicana en dos. La Brigada todavía iba a ofrecer un último acto de resistencia cuando se atrincheró en Gandesa, localidad cercana a la desembocadura del Ebro. El 3 de abril cayó la disputada localidad, y con ella 140 brigadistas británicos, aunque la resistencia de la brigada duró unos días más y permitió la evacuación de valioso material bélico y que pudieran reagruparse numerosas unidades republicanas al otro lado del Ebro.

### Batalla del Ebro
A partir del 25 de julio participó en la ofensiva del Ebro, cruzando el río y dirigiéndose hacia el interior, hacia Gandesa, localidad que fue atacada por Líster durante el día y la noche del sofocante verano. El 1 de agosto la XV Brigada Internacional lanzó su más duro ataque contra la Cota 481, una estratégica posición elevada tras la que se encontraba Gandesa. La lista de bajas fue muy elevada, como había ocurrido en los combates de Gandesa durante el mes de abril y en esta ocasión entre los muertos se hallaban Lewis Clive, concejal socialista en Londres, y David Haden Guest, joven filósofo comunista. El 2 de agosto, a pesar de los repetidos ataques republicanos, quedó detenido el avance republicano; Los brigadistas entonces pasaron a la defensiva y se pusieron a cavar trincheras. Durante el mes de agosto alternó una corta retirada a la retaguardia con incesantes combates durante los cuales, aunque cedió terreno, logró detener los numerosos contraataques franquistas. 
A estas alturas de la guerra ya se estaba debatiendo la retirada de los voluntarios internacionales. Y es que, había unidades de las Brigadas Internacionales donde había más españoles que internacionales, sea el caso de la XV Brigada que estaba al mando del comandante español Valledor, y que tenía algunas unidades compuestas netamente por españoles. En el momento de su retirada del frente, éstas estaban combatiendo intensamente en el Ebro; La última acción que tuvieron fue el 22 de septiembre, fecha en que la XV Brigada libró su último combate. En esta ocasión el batallón inglés sufrió numerosas bajas, como ya había ocurrido durante los combates de agosto. Tras esto vino su reorganización como una unidad meramente española, en la que poco pudo hacer para frenar la derrota republicana. Después de cruzar el río en noviembre, durante la campaña de Cataluña fue incapaz de ofrecer una resistencia firme y se retiró a la Frontera Francesa, donde entró en Francia a principios de febrero y desapareció.

## Estructura y organización

### Relación de batallones
| Fecha de entrada    | N.º       | Nombre del batallón         | Composición                                                            | Fecha de salida          | Notas                                         |
| ------------------- | --------- | --------------------------- | ---------------------------------------------------------------------- | ------------------------ | --------------------------------------------- |
| 31 de enero de 1937 | 16.º/57.º | Batallón Británico          | Británicos, Irlandeses, otros.                                         | 23 de septiembre de 1938 | Desmovilizado                                 |
| 31 de enero de 1937 | 17.º/58.º | Batallón Lincoln            | Estadounidenses, canadienses, irlandeses, británicos, puertorriqueños. | 23 de septiembre de 1938 | Desmovilizado                                 |
| 31 de enero de 1937 | 18.º      | Batallón Dimitrov           | Balcánicos                                                             | 20 de septiembre de 1937 | Trasladado a las reservas de la 45.ª División |
| 31 de enero de 1937 | 19.º      | Batallón Seis de Febrero    | Franceses y belgas.                                                    | 4 de agosto de 1937      | Trasladado a la XIV Brigada                   |
| 14 de marzo de 1937 | 24.º/59.º | Volontario 24               | Voluntarios españoles                                                  | 10 de noviembre de 1937  | Trasladado a una Brigada Mixta española.      |
| 29 de junio de 1937 | 60.º      | Batallón Mackenzie-Papineau | Canadienses y estadounidenses                                          | 23 de septiembre de 1938 | Desmovilizado                                 |
| 4 de julio de 1937  | 20.º      | Batallón Washington         | Estados Unidos                                                         | 14 de julio de 1937      | Unificado con el Batallón Lincoln.            |

Además de los batallones, existieron algunas unidades adjuntas a la Brigada:
- Compañía Antitanque.
- Unidad fotográfica de la XV Brigada Internacional (agosto de 1937 - septiembre de 1938).
- Cuerpo de Voluntarios "Benito Juárez García"

Estandarte de la 1.ª Compañía del Batallón Abraham Lincoln.

### Comandantes de la brigada
| Nombre                        | País           | Período                                  |
| ----------------------------- | -------------- | ---------------------------------------- |
| János Gálicz                  | Hungría        | 31 de enero - 15 de febrero de 1937      |
| Vladimir Ćopić                | Yugoslavia     | 15 de febrero - 10 de julio de 1937      |
| Klaus Becker                  | Alemania       | 10 de julio - 5 de agosto de 1937        |
| Vladimir Ćopić                | Yugoslavia     | 5 de agosto de 1937 - 7 de marzo de 1938 |
| Robert Hale Merriman          | Estados Unidos | 7 - 31 de marzo de 1938                  |
| Vladimir Ćopić                | Yugoslavia     | 1 de abril - 15 de mayo de 1938          |
| José Antonio Valledor Álvarez | España         | 15 de mayo - 23 de septiembre de 1938    |
| Jorge Agostino                | Cuba           | 21 de enero - 4 de febrero de 1939       |
| José Gay da Cunha             | Brasil         | 4 - 9 de febrero de 1939                 |

## Personalidades destacadas
Por la Brigada pasaron algunos personajes que alcanzarían renombre durante o después de la contienda:
- George Nathan - Jefe de Estado Mayor de la Brigada.
- Jock Cunningham - Comandante del Batallón Británico.
- Fred Copeman - Comandante del Batallón Británico.
- Jack Jones - Comisario de una Compañía del Batallón Británico.
- Oliver Law - Comandante del Batallón Lincoln.
- Frank Ryan - Comisario de la Brigada.
- Danilo Lekić - Comisario de la Brigada.[31]